# Edifici al carrer Valleta, 19 (Ginestar)
L'Edifici al carrer Valleta, 19 és una obra de Ginestar (Ribera d'Ebre) protegida com a Bé Cultural d'Interès Local.

## Descripció
Edifici entre mitgeres situat al bell mig del nucli urbà de la vila de Ginestar, molt proper al carrer Pau Casals i la Plaça Catalunya. La casa és de planta irregular i té una distribució de tres nivells. El parament del conjunt és de carreus irregulars, poc escairats, disposats a filades i lligats amb morter de calç. La façana principal compta amb un total de vuit obertures, distribuïdes asimètricament. El portal, situat en un extrem de la façana principal, empra arc de mig punt i té l'emmarcament amb el maó a sardinell. Així mateix, a l'altra banda del pla de la façana, s'hi obren dues petites finestres d'arc de llinda i al primer pis, hi ha una finestra de la mateixa tipologia i dos balcons d'ampit amb estructura de marqueteria i una composició d'arc de llinda inscrit dins un emmarcament d'arc escarser. Al darrer nivell, hi ha dues finestres, d'arc de llinda i amb unes dimensions molt similars. La coberta del conjunt és de teula àrab i té una inclinació d'una sola vessant amb el carener paral·lel a la façana principal.